# Lijst van attracties in DippieDoe
Deze pagina bevat een lijst van attracties in het Nederlandse attractiepark DippieDoe.
| Naam                 | Type                | Opening                       | Afbeelding |
| -------------------- | ------------------- | ----------------------------- | ---------- |
| Angry Bird Speeltuin | Speeltoestel        | 2012                          |            |
| Ballenbaai           | Ballenbak           | 2018                          |            |
| Choco Loco           | Theekopjesattractie | 2024                          |            |
| Dolle Dobber         | Rockin' Tug         | 2009                          |            |
| Dolle Pier           | Achtbaan            | 2018                          |            |
| Dollybots            | Botsauto's          | 2021                          |            |
| Donut Glide          | Bandenglijbaan      | 2018                          |            |
| Draaikolk            | Zweefmolen          | <2007                         |            |
| Dreumesbaai          | Speeltuin           | 2018                          |            |
| Grote Golf           | Glijbaan            | 2007                          |            |
| Klauter Kajuit       | Speeltoestel        | 2014                          |            |
| Klimkasteel          | Speeltoestel        | 2018                          |            |
| Piratengolf          | Minigolfbaan        | <2015, 2023 (vernieuwd)       |            |
| Slinger Sloep        | Schommelschip       | 2015                          |            |
| Speelduin            | Speeltuin           | 2018                          |            |
| Stormtoren           | Mini-vrijevaltoren  | 2002                          |            |
| Strandkussen XXL     | Springkussen        | 2018                          |            |
| Tuimelaar            | Draaimolen          | <2014 (outdoor, 2018 (indoor) |            |
| Tyfoon               | Achtbaan            | 2011                          |            |
| Vuurtoren            | Speeltoestel        | 2018                          |            |

## Verwijderde attracties
| Naam              | Type           | Bouwjaar                       | Afbraak | Afbeelding |
| ----------------- | -------------- | ------------------------------ | ------- | ---------- |
| Botsauto's        | Botsauto's     | < 2007                         | 2018    |            |
| De Ballonvaart    | Draaimolen     | < 2008                         | 2018    |            |
| De Clowntjesmolen | Draaimolen     | < 2013                         | 2018    |            |
| De Polderkarren   | Skelterbaan    | < 2008                         | 2018    |            |
| De Tobbedanser    | Breakdance     | <2007 (outdoor), 2008 (indoor) | < 2013  |            |
| Dolle Drop        | Vrije valtoren | 2016                           | 2018    |            |
| Het Spookhuis     | Spookhuis      | < 2013                         | 2014    |            |
| Schoeprad         | Mini-reuzenrad | 2010                           | 2023    |            |
| Vrachtkonvooi     | Rondrit        | < 2008                         | 2017    |            |
| Zeeslang          | Achtbaan       | 2005                           | 2013    |            |